# Prostitution i Japan

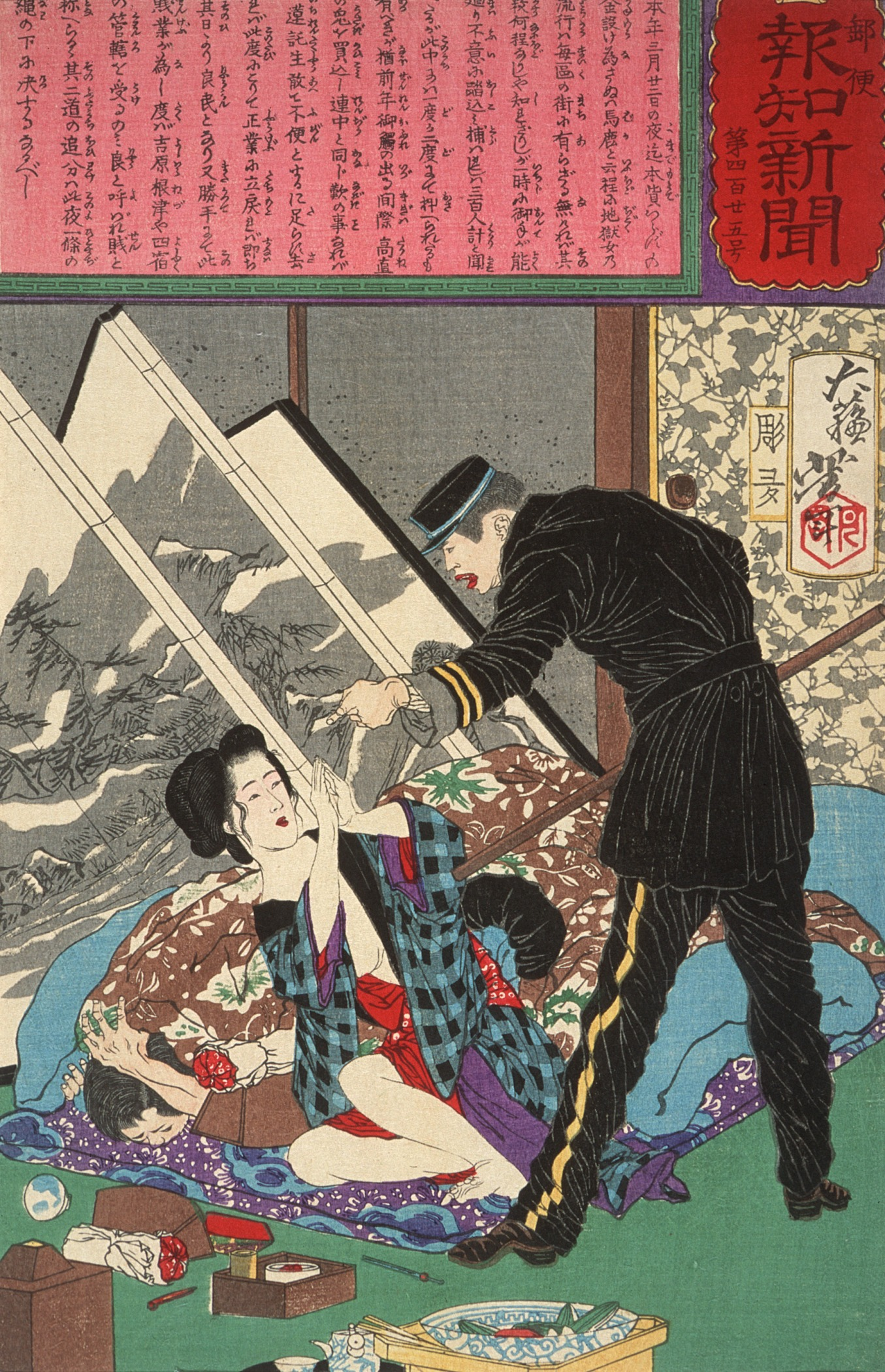
En plötsligt polisrazzia mot en olicensierad sexarbetare i Japan.

Prostitution är förbjudet i Japan. Både att sälja och köpa sexuella tjänster förbjöds år 1956. 
Historiskt sett förekom det att fattiga familjer sålde sina döttrar till bordellerna, där de utbildades till att bli sexarbetare av olika kategorier och sedan hölls kvar i en skuldfälla. Bordellkvarter inrättades 1617. Under Meijieran infördes ett system med reglementerad prostitution och icke registrerad prostitution förbjöds. Parallellt förekom tidigt en slavhandel med flickor och kvinnor både inom Japan och till destinationer utomlands: denna förbjöds formellt 1872, men expanderade tills den nådde enorma dimensioner av sexuellt slaveri fråga om systemet med tröstekvinnor under 1930- och 40-talen. Efter andra världskriget förbjöds prostitution.

## Historik

### Före 1868
Under 1400- och 1500-talen förekom en intensiv sexhandel i japanska hamnstäder, där japanska sexarbetare besöktes av kinesiska och portugisiska sjömän. Syfilisen uppträdde i Japan första gången 1505. Det förekom också en slavhandel med japanska kvinnor och flickor till bordeller i Kina och övriga Asien. 
År 1617 reglerades sexarbete i Japan genom införandet av särskilda bordellkvarter, där sexarbetet strängt reglerades, övervakades och beskattades. Den mest berömda var Yoshiwara i utkanten av Tokyo, men många andra städer fick sina egna bordellkvarter. Dessa isolerades från resten av städerna, ofta bakom en mur och en vallgrav, och sexarbetarna fick bara lämna kvarteren med särskilt tillstånd. Sexarbetarna delades in i en hierarki av många olika kategorier. 
Det var vanligt att flickor såldes av sina fattiga föräldrar till bordellägare, och sedan placerades i en skuldfälla där de tvingades arbeta tills de kunde betala av skulden eller köpa sig fria. Det förekom dock att sexarbetare köptes fria av sina kunder och sedan gifte sig. Vissa flickor och kvinnor kunde också hyras ut tillfälligt av sina familjer direkt till en kund, och till exempel fungera som älskarinna åt en utlänning under hans vistelse i Japan. 

### Meijiperioden (1868-1912)
Under Meijirestaurationen blev Japan internationellt känt för den stora förekomsten av sexhandel, vilket gav stora inkomster till statskassan. Samtidigt växte också en internationell och nationell opinion mot slavarbete, och 1872 upphävdes formellt sett slavarbete inom sexindustrin samtidigt som andra former av slaveri i Japan. 
Denna lag följdes av en ny lag 1900 som reglerade sexarbete, och 1908 kriminaliserades icke registrerad prostitution: reglementerad prostitution var dock tillåten, och var intensiv särskilt inom militären.  
Parallellt fanns en motståndsrörelse som motsatte sig reglementerad prostitution. Lokalavdelningen av Japanese Women's Association for Rectifying Public Morals (Fujin kyōfūkai Shanhai shibu), verksam i den japanska koncessionen av Shanghai, motsatte sig det kashizashiki-system med Karayuki-san som förekom i Shanghai. Föreningen sände 1929 en petition till Japanska utrikesministeriet och krävde att det skulle förbjuda systemet i staden, och Japans konsulat-general ersatte därför formellt det öppna systemet med Karayuki-san-bordeller i Shanghai med "restaurangservitriser" (ryotei shakufu); när japanska armén invaderade Kina 1932-37 och militärens storlek ökade enormt utvecklades sedan systemet med tröstekvinnor. 
Lagarna som förbjöd sexslaveri var endast pappersprodukter. Från slutet av 1800-talet förekom en intensiv handel med Karayuki-san, sexarbetare som såldes för att arbeta över hela Asien och så långt bort som i Ryssland, och denna handel fortsatte in på 1900-talet. 

### 1912-1945
Slavhandeln i sexindustrin fortsatte under 1900-talet, och fick sin mest ökända form under Sino-japanska kriget och andra världskriget på 1930- och 40-talen, när hundratals kvinnor tvingades in i militärbordellerna som tröstekvinnor, men det officiella syftet att förhindra våldtäkter från soldaternas sida. Av sexarbetarna var majoriteten inte japanska slavarbetare, men det fanns även en minoritet japanska yrkesprostituerade, som betjänade militärer av högre rang. 
Inför USA:s ockupation av Japan 1945 lät de japanska myndigheterna upprätta bordeller för den amerikanska militären, med syftet att förhindra våldtäkter från soldaternas sida. 1946 avskaffades den reglementerade prostitutionen av den amerikanska ockupationsmyndigheten. Det ledde till ett system kallat red line-systemet, där vissa nöjesetablissemang sålde sex informellt under täckmantel av att vara en legitim verksamhet, som till exempel en nattklubb. 1947 förbjöds hallickverksamhet och rekrytering.

### Modern tid
År 1956 förbjöds uttryckligen både försäljning och köp av sexuella tjänster i Japan. 
I praktiken förekommer dock en intensiv sexindustri under täckmantel av andra närliggande aktiviteter, som restauranger och nattklubbar med värdinnor och manliga värdar som formellt betalas för att dansa och konversera.